# Kadavaddaragudi, Hunsur
Kadavaddaragudi là một làng thuộc tehsil Hunsur, huyện Mysore, bang Karnataka, Ấn Độ.